# Bengt Bjerned
Bengt Gustaf Thord Bjerned, född 19 oktober 1918 i Fryksände församling, Värmland, död 23 november 1998 i Släps församling, Halland, var en svensk revisor som var styrelseordförande i Gais 1967–1977.
Bjerned tog ekonomexamen vid Handelshögskolan i Göteborg 1943 och blev därefter auktoriserad revisor. Från 1947 drev han en egen revisionsbyrå. Han blev vice sekreterare i Gais styrelse 1961, vice ordförande 1966 och var ordförande 1967–1977; 1978 efterträddes han av Reinhold Gamklou. Under 1960-talet var han med och bidrog till uppsvinget för Gais ishockeysektion, och han var en tid också vice ordförande i Göteborgs Fotbollsförbund. Bjerned var också engagerad i andra föreningar, bland annat som ordförande i Motormännens Helnykterhetsförbund och som distriktsguvernör i Lions Club.